# Бердяєв Сергій Олександрович
Сергі́й Олекса́ндрович Берд́яєв (псевдонім — Обухівець, С. Київський, Старий театрал, Е. Велізарій;  20 січня (1 лютого) 1860 , Київ  — 6 (19) листопада 1914 , Київ ) — український поет, прозаїк, літературний критик, перекладач-поліглот, мистецтвознавець, театральний оглядач, журналіст, публіцист, популяризатор науки.

## Життєпис
Народився 20 січня (1 лютого) 1860 року в місті Київ. Мати з роду князів Кудашевих (по батькові) та графів Шуазель-Гуфф'є (по матері).
Проводив дитинство разом з братом Миколою в родині князя Олександра Михайловича Бердяєва і княгині Кудашової, які в основному проживали у своєму Обухівському маєтку. Маєток цей у 1797 році імператор Павло І подарував їхньому прадідові, генерал-аншефові, губернатору Миколі Михайловичу Бердяєву. Частина Обухова, що належала губернатору, дістала назву Бердяївка. На ній було споруджено замок і палац.
Вчився Сергій Олександрович у київській Колегії Павла Ґалаґана, у Морському корпусі Петербурга та за кордоном у Вюрцбурзі (Німеччина) та Брюсселі (Бельгія). За фахом лікар, в чині колезького регістратора вийшов у відставку, та з головою поринув у літературу. Мав феноменальні здібності до мов (крім російської та української, знав: латину, новогрецьку, французьку, італійську, іспанську, англійську, німецьку, шведську, угорську, ірландську, польську, чеську та болгарську мови), багато перекладав. Писав українською та російською мовами. Друкуватися російською мовою почав у 1870-х роках, українською — у 1880-х роках. Бердяєв друкувався в російських журналах «Наблюдатель», «Русский архив» та українських періодичних виданнях кінця XIX — початку XX століть. (газети «Діло», «Буковина», «Громадська думка», «Рада», журнали «Зоря», «Літературно-науковий вісник» та ін.).
Сергій Бердяєв у 1884 році одружується з поетесою Оленою Григорівною Гродською. Під впливом дружини сам пише прозу. У 1890—1893 роках подружжя Бердяєвих редагувало і видавало в Києві часопис «По морю і суші». За доносом одного чиновника-цензора на ім'я Афіноген часопис був закритий, і права на нього Бердяєви вимушені були продати одеському видавцеві.
Коли почалися єврейські погроми, Сергій Бердяєв писав про «справу Дрейфуса», виступаючи на боці її фігуранта та засуджував російських правих. Бердяєву погрожують, що посадять. Почались переслідування жандармами. Утікаючи від судових звинувачень в антидержавній діяльності, Бердяєви на п'ять років перебираються до Москви. Сергій Бердяєв повернувся у 1912 року до Києва. Помер 6 (19) листопада 1914 року, похований на цвинтарі на Пріорці, могила не збереглася.
Проблематика Бердяєва — суспільно-політичні рухи в Росії кінця XIX — початку XX століття, визвольні прагнення прогресивної інтелігенції, роль літератури і мистецтва у житті народу.
Автор публіцистичних статей, віршів, у найкращих з яких — «Вночі», «Моїм синам», «До України» тощо — відбилися вболівання за долю народу, розвиток його культури. Твори громадянського звучання не позбавлені абстрактної патетики. О. Маковей та І. Франко критично оцінювали твори Бердяєва, пройняті моралізаторсько-просвітянськими тенденціями. Листувався з Лесею Українкою та колом «Старої Громади».
Бердяєв — автор статей про творчість І. Карпенка — Карого (1900, 1903), М. Лисенка (1903), М. Метерлінка (1913) та ін. Перекладав вірші І. Франка, О. Маковея, М. Вороного російською та німецькою мовами, І. Сурикова, Ф. Фрейліграта — українською.
Було виявлено близько п'ятисот творів С. Бердяєва, проте його літературна спадщина значно більша, вона налічує близько тисячі творів.

## Твори
- Вірші. В кн.: Акорди. Антологія української лірики від смерті Шевченка. Львів, 1903.
- Стихотворения. Одесса, 1891; 2-е изд. К., 1895; 3-е изд. К., 1896; Песни шарманки. М., 1908.